# Aprélivka (Crimea)
Aprélivka - Апрелівка (ucraïnès) - és un poble de la República Autònoma de Crimea a Ucraïna, que el 2014 tenia 281 habitants. Pertany al districte rural de Djankoi. Fins al 1962 la vila es deia Vladímirovka.